# Roca Blanca (el Priorat de la Bisbal)
La Roca Blanca o Pedra Blanca és un puig de 425 metres prop del nucli del Priorat de la Bisbal administrativament repartit entre els municipis de la Bisbal del Penedès i el Montmell, a la comarca del Baix Penedès.